# Tito Checchi
Tito Checchi (Firenze, 19 marzo 1849 – 21 agosto 1867) è stato un militare e scrittore italiano che partecipò alla Terza guerra d'indipendenza come volontario garibaldino.

## Biografia
Fratello del più noto Eugenio Checchi, importante scrittore tra la fine dell'800 e gli inizi del '900, Tito nacque a Firenze il 19 marzo 1849 da Leopoldo e Carlotta Botti. Trascorse parte dell'infanzia a Pisa, dove la famiglia aveva una serie di interessi personali; ancor giovane perse sia il padre, nel 1860, sia un fratello, Tonino. A Firenze frequentò le Scuole Pie e terminati gli studi passò all'Istituto tecnico della città.
Nella primavera del 1866, all'inizio della Terza guerra d'indipendenza italiana, decise di partire volontario per combattere in Tirolo: il 29 maggio del 1866, di nascosto dalla madre, scappò di casa per unirsi ai tanti giovani in partenza per la guerra. In Tirolo venne inquadrato nella 24ª compagnia del 6º reggimento volontari; partecipò alla battaglia di Condino del 16 luglio e alla battaglia di Bezzecca del 21 luglio 1866 contro gli austriaci, dove venne ferito a una gamba in maniera seria. Ricevute le prime cure nella chiesa di Tiarno adibita a ospedale, venne poi trasferito a Vestone e in seguito a Brescia dove venne dimesso il 30 agosto 1866 da Agostino Bertani, celebre medico amico di Giuseppe Garibaldi. Tornato a Firenze per la degenza, cominciò a scrivere le proprie memorie dell'esperienza militare al seguito di Garibaldi.
Le memorie di Tito Checchi uscirono prima a puntate sulla Gazzetta Piemontese e, avendo avuto molto successo, alcuni amici lo spinsero a pubblicare direttamente un libro che venne dato alle stampe in maniera anonima nel dicembre 1866 con il titolo di Memorie alla casalinga di un Garibaldino. In più occasioni il libro di ricordi garibaldini di Tito Checchi è stato attribuito erroneamente al fratello Eugenio, che lo diede nuovamente alle stampe nel 1888 con il titolo Memorie di un garibaldino.

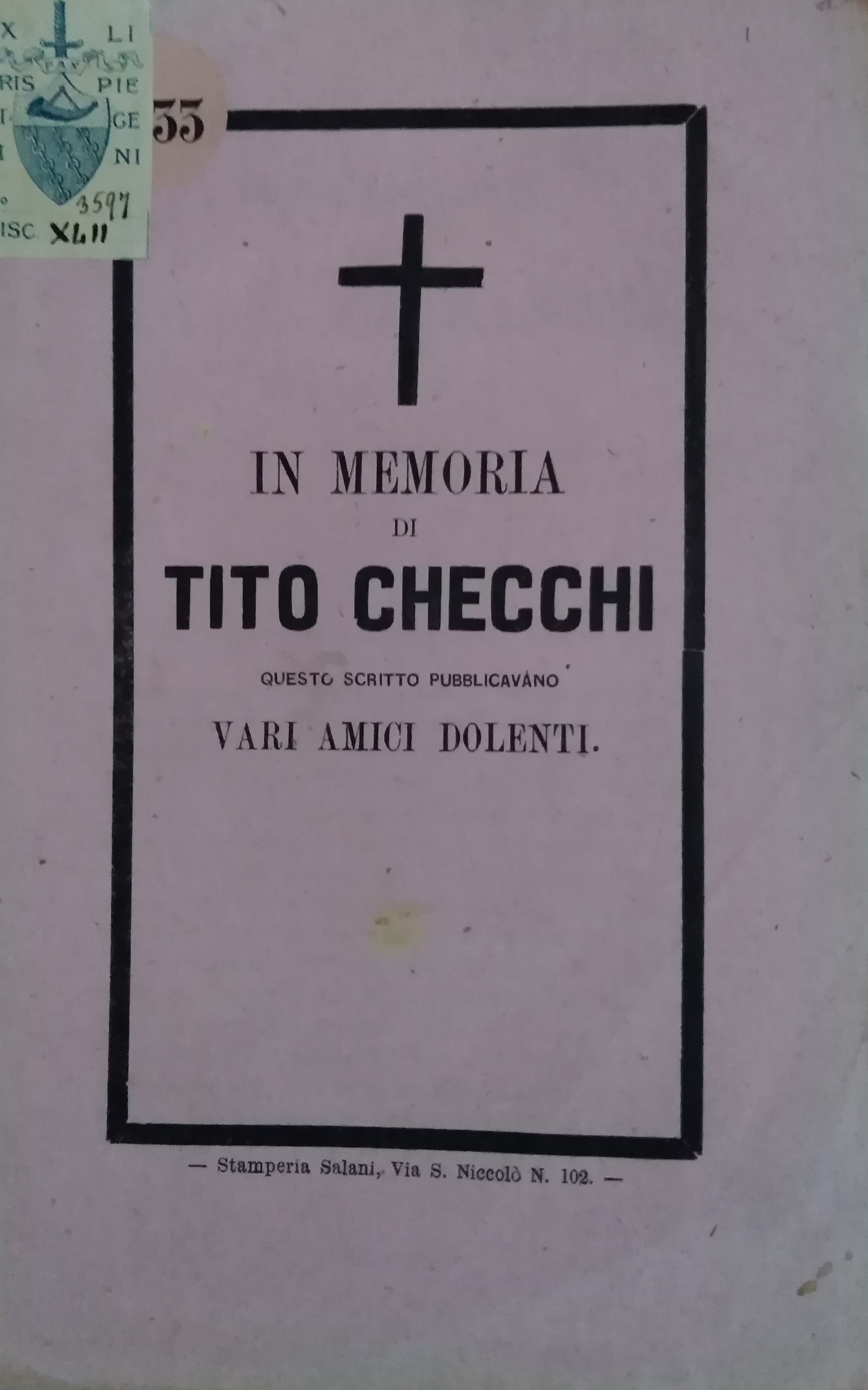
Il necrologio scritto da Mario Foresi in memoria di Tito Checchi

La ferita riportata in battaglia non migliorò e, dopo una ricaduta, Checchi morì il 21 agosto 1867; ne scrisse il necrologio l'amico d'infanzia Mario Foresi, storico, e venne ricordato per il suo libro anche dal sacerdote e professore delle Pie Scuole di Firenze, Mauro Ricci.